# الإسلام في ساموا الأمريكية

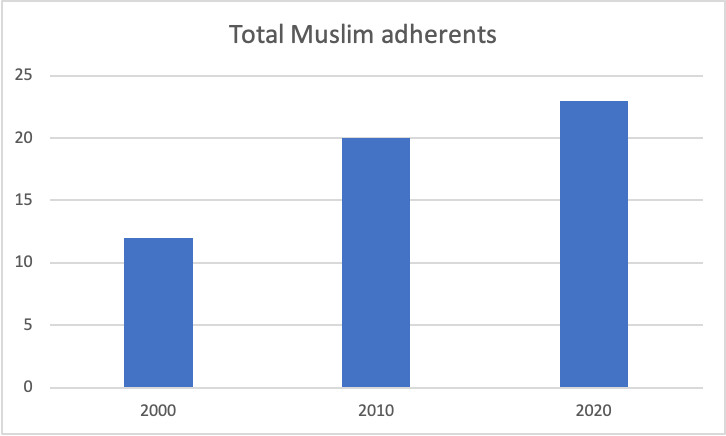
نسبة المسلمين في سامو الأمريكية بين عام 2000 و2020

لا يكاد يذكر السكان المسلمون في ساموا الأمريكية، ولكن سياسة الإقليم على المسافرين المسلمين أكسبتهم اهتماما دوليا في أوائل 2000م. في عام 2002م، فرضت ساموا الأمريكية قيودا على دخول المسلمين إلى أراضيها دون إذن صريح من الحاكم العام لساموا الأمريكية.